# Riu Vaupés
El Vaupés (castellà) o Uaupés (portuguès) és un llarg riu amazònic, un dels principals afluents del riu Negro, al seu torn l'afluent més cabalós del riu Amazones. El riu discorre per Colòmbia — en els departaments de Guaviare i Vaupés — i per Brasil — en l'estat d'Amazones. Té una longitud total d'1.050 km.

## Geografia
El riu Vaupés neix en el departament de Guaviare, a l'oest de la localitat de Calamar, en la confluència dels rius Itilla i Unilla. Discorre en la seva direcció, banyant les localitats de Miraflores, Puerto Silvania, Santa Rosa, Tucuña, Mitú (la capital del departament de Vaupés) i, després de rebre el riu Cuquiari per la dreta, Querani, ja a la frontera amb Brasil, on rep al riu del mateix nom, el riu Querari.
A partir d'aquí el curs del riu Vaupés forma durant un tram frontera natural entre Colòmbia i Brasil, i en aquest país el riu es coneix com a Uaupés, i és navegable parcialment. Travessa les localitats brasileres de Puraquê, Ponta Cuiubi i Iauaretê, on deixa de ser frontera i entra en direcció sud en l'estat brasiler d'Amazones. Pansa per les localitats de Paraná Juca, Tuluca, Açai Paraná i São Joaquim, on desemboca finalment en el riu Negro. En aquest tram brasiler, el riu discorre íntegrament pel territori indígena Alt Riu Negro, que també és en gran part la Reserva Forestal del riu Negro. En aquest tram el riu passa molt prop de la línia de l'Equador en diverses ocasions. Els principals afluents d'aquest tram són els rius Papuri, Tiquié i Iauiari. Al voltant del seu curs hi ha molts petits llacs, restes d'èpoques de crescuda, desembocant en la línia equatorial.

## Història
L'explorador i fotògraf italià Ermanno Stradelli (1852–1926) va emprendre un viatge per aquest riu el 1881, patrocinat per la Societat Geogràfica de Roma. Va publicar les seves impressions el 1890, «Il Vaupes i gli Vaupes». (Bolletino della Società Geografica Italiana, 3a sèrie, vol. 3, 425-453).